# Robocraft
 (juin 2021).
La mise en forme du texte ne suit pas les recommandations de Wikipédia : il faut le « wikifier ».
Les points d'amélioration suivants sont les cas les plus fréquents. Le détail des points à revoir est peut-être précisé sur la page de discussion.
- Les titres sont pré-formatés par le logiciel. Ils ne sont ni en capitales, ni en gras.
- Le texte ne doit pas être écrit en capitales (les noms de famille non plus), ni en gras, ni en italique, ni en « petit »…
- Le gras n'est utilisé que pour surligner le titre de l'article dans l'introduction, une seule fois.
- L'italique est rarement utilisé : mots en langue étrangère, titres d'œuvres, noms de bateaux, etc.
- Les citations ne sont pas en italique mais en corps de texte normal. Elles sont entourées par des guillemets français : « et ».
- Les listes à puces sont à éviter, des paragraphes rédigés étant largement préférés. Les tableaux sont à réserver à la présentation de données structurées (résultats, etc.).
- Les appels de note de bas de page (petits chiffres en exposant, introduits par l'outil «  Source ») sont à placer entre la fin de phrase et le point final[comme ça].
- Les liens internes (vers d'autres articles de Wikipédia) sont à choisir avec parcimonie. Créez des liens vers des articles approfondissant le sujet. Les termes génériques sans rapport avec le sujet sont à éviter, ainsi que les répétitions de liens vers un même terme.
- Les liens externes sont à placer uniquement dans une section « Liens externes », à la fin de l'article. Ces liens sont à choisir avec parcimonie suivant les règles définies. Si un lien sert de source à l'article, son insertion dans le texte est à faire par les notes de bas de page.
- La présentation des références doit suivre les conventions bibliographiques. Il est recommandé d'utiliser les modèles {{Ouvrage}}, {{Chapitre}}, {{Article}}, {{Lien web}} et/ou {{Bibliographie}}. Le mode d'édition visuel peut mettre en forme automatiquement les références.
- Insérer une infobox (cadre d'informations à droite) n'est pas obligatoire pour parachever la mise en page.

Pour une aide détaillée, merci de consulter Aide:Wikification.
Si vous pensez que ces points ont été résolus, vous pouvez retirer ce bandeau et améliorer la mise en forme d'un autre article.
Robocraft est un jeu de combat de véhicule en ligne développé et publié par Freejam Games. Le jeu se déroule sur différentes planètes, les joueurs construisant des robots afin de se battre avec d'autres joueurs sur le champ de bataille. Les fonctionnalités du jeu contiennent des garages dans lesquels les joueurs peuvent construire divers véhicules de combat avec des pièces de base à base de blocs, tels que des cubes, des roues, ailes, ainsi que des armes pouvant être utilisées durant le combat. La version alpha a été publiée en mars 2013 et a gagné plus de 300 000 joueurs l'année suivante. Il est officiellement sorti de la version bêta le 24 août 2017.
Les serveurs du jeu ont fermé en 2025.

## Système de jeu
Robocraft est un jeu «construire, conduire, combattre» où les joueurs construisent leurs robots à partir de pièces de construction telle que des cubes, des roues, des ailes ainsi que des armes pouvant être utilisés durant le combat. Les joueurs ont la possibilité de jouer à plusieurs modes de jeu qui offrent des expériences différentes, par exemple, Player Vs AI, Brawl ainsi que des jeux personnalisés.

### Monnaie et expérience
Robocraft utilise «Robits» et «Tech Points» comme devise. Les «Robits» sont utilisés pour acheter des pièces, des robots créés par la communauté ou de nouveaux garages. Les objets sont débloqués en dépensant des «Tech Points» dans l'arbre technologique. Avant le 19 juin 2018, les joueurs pouvaient également obtenir des objets dans des lootbox. Après cette date, ils ont été supprimés, et à la place, les joueurs n’obtenir que des Robits. Plus un joueur peut gagner de l'expérience dans un match, plus il gagne de «Robits». Actuellement, aucun joueur ne peut avoir un niveau supérieur à 10 000.

### Construire un robot
L’arbre technologique a été ajouté le 19 juin 2018 cela permet aux joueurs d’obtenir différentes parties qu’ils veulent au lieu de leur donner des parties au hasard via des caisses. Les joueurs ont la liberté de construire et de personnaliser leurs robots comme ils le souhaitent tant que cela ne dépasse pas leur limite de CPU en jeu (2000). La limite de CPU du joueur n’augmente pas à mesure qu’il monte de niveau. Différents châssis et blocs matériels consomment différentes quantités de CPU. Le jeu dispose également d’un système d’énergie d’arme, qui définit combien de temps une personne peut tirer avec ses armes. Différentes armes consomment différentes quantités d’énergie par tir. Après qu’un robot dépasse 2000 CPU, il devient un Megabot, qui ne peut rejoindre que les modes de jeu Custom Games et Play vs AI.

### Variables de combat
Le jeu propose un modèle de dégâts basé sur les pièces. Pour détruire un robot, 75% du CPU total du robot doit être détruit. Le modèle de dommages permet la créativité et une ingénierie complexe dans les domaines de la distribution et de la redirection des dommages. Les robots ont une capacité de régénération automatique qui se répare lentement après ne pas avoir été endommagée pendant plus de 10 secondes. Si un robot est endommagé pendant la réparation automatique, le chronomètre de 10 secondes est réinitialisé et la réparation de celui-ci s'arrête, aussi lorsqu'un robot vient de réapparaître, il aura un bouclier qui l'entoure qui annule tout dommage causé au robot jusqu'à ce qu'il disparaisse (généralement 5 secondes) ledit robot peut utiliser ses mouvements, ses armes et ses modules comme d'habitude, ce bouclier de réapparition est fait pour décourager le spawncamping. Il dispose également d'un système "Speed Boost", qui améliore les statistiques d'un robot en fonction de la façon dont il est construit, les pièces de mouvement augmenteront la vitesse en fonction de l'utilisation (par exemple, si un robot utilise 4 mégaroues, la vitesse du robot sera 12% plus élevée).
(il s'agissait auparavant d'un système d'augmentation de dégâts / santé / vitesse qui augmentait les statistiques d'un robot, mais celui-ci a été supprimé sur la demande de la communauté)

### Modes de jeu
Robocraft propose sept modes de jeu différent:
Les joueurs peuvent gagner de l'expérience et des robits dans tous les modes de jeu sauf Test et Jeu personnalisé. Tous les modes de jeu multijoueurs sont classés. Les joueurs gagnent des points de classement en jouant.

#### Test
Le mode de jeu Test est une carte de simulation avec un terrain accidenté et des plates-formes plates et fixes. Le but de ce mode de jeu est de permettre aux joueurs de tester leurs robots en l'absence d'autres robots et d'objectifs. Aucune expérience n'est acquise dans ce mode de jeu.

#### Jouez à VS AI
Le jeu contre l'IA est le même que le match à mort par équipe, sauf que tous les autres robots de l'équipe du joueur ainsi que les robots de l'autre équipe sont contrôlés par l'IA (intelligence artificielle).

#### Arène de bataille / arène de ligue
Dans Battle Arena, le gameplay est beaucoup plus complexe. Les robots réapparaissent après avoir été détruits, la base de chaque équipe dispose d’un réacteur à protonium, qui récolte le protonium pour charger l’annihilateur. Un match est gagné lorsque l’Annihilator atteint 100 %. Le réacteur est protégé par un écu. Les joueurs sont soignés par le Fusion Shield dans leur propre base, qui est impénétrable par les tirs ennemis de l’extérieur et de l’intérieur. Sur toute la carte, il y a trois points de minage qui doivent être capturé pour charger l’annihilateur, une fois qu’un point est capturé, le réacteur active le bouclier et est capable de charger l’annihilateur, plus quelqu’un détiendrait de points, plus il se charge rapidement, avoir tous les points de minage désactivera le bouclier ennemi, ce qui permet aux joueurs d’attaquer le réacteur ennemi pour réduire l’énergie dont il dispose et ainsi gagner la même quantité… si les points de minage sont conservés pendant une période de temps, cela entraînera « Dominant “le jeu, ce qui augmente le taux de charge à des niveaux très élevés, ce qui peut conduire à gagner le jeu en une minute.

#### Match à mort par équipe
Dans ce mode, deux équipes de 5 joueurs se battent avec 5 secondes de temps de réapparition et une limite de frag. La limite de frag est de 15, le jeu a un chronomètre de 10 minutes, et, si le chrono s’épuise, l’équipe avec le score le plus élevé l’emporte. Si les deux bataillons ont le même score, il entre dans le mode mort subite, où l’équipe qui détruit le prochain robot gagne.

#### Brawl
Brawl, se compose de plusieurs changements apportés aux règles et aux mécanismes d’autres modes de jeu, comme un temps plus lent, des dégâts réduits, un nombre accru de joueurs et des limitations quant aux joueurs avec lesquels jouer. De plus, le mode de jeu peut également changer au niveau du règlement de partie. Cela peut inclure le mode d’élimination d’origine, le match à mort par équipe, l’arène de combat ou le puits. Ces règles sont changées de temps en temps pour ne pas être répétitives. Une fois qu’un nouveau Brawl a commencé, les joueurs obtiennent un bonus de 2XP pour leur première victoire.

#### Jeu personnalisé
Les jeux personnalisés sont des matchs personnalisables dans lesquels plusieurs mécanismes peuvent être modifiés ou supprimés à volonté par le chef de groupe, ainsi que la sélection de cartes et de tailles d’équipe. Il est constamment amélioré et mis à jour par les développeurs afin d’ajouter plus de liberté et d’options pour un jeu personnifié. C’est le seul mode de jeu, avec Play vs AI et Test, dans lequel les mégabots sont autorisés.

### Armes
Il existe plusieurs armes différentes dans le jeu, notamment
- Laser (une arme semblable à une mitrailleuse à deux versions : montée à l’avant et montée sur le dessus).
- Plasma (tire une grenade à plasma qui explose à l’impact).
- Rail (une arme semblable à un sniper, un seul coup provoque des dégâts élevés avec une cadence de tir très faible et une grande précision).
- Nano (un pistolet de guérison à courte portée qui est incapable d’infliger des dégâts mais peut à son tour soigner ses coéquipiers).
- Tesla (une lame dangereuse qui endommage gravement tout robot qu’elle touche)
- Aeroflak (Un pistolet anti-air qui tire des projectiles qui n’explose qu’à proximité de robots volants et en frappant les projectiles qui inflige plus de dégâts jusqu’à 20 fois)
- Proto-Seeker (tire de nombreux petits projectiles à la recherche qui se verrouillent sur les ennemis à courte distance, à une cadence de tir très élevée).
- Verrouillage du lanceur de missiles (aprèsavoir passé 2 à 3 secondes à verrouiller, il tire à la recherche de missiles qui explosent à l’impact, en cas de perte de verrouillage sur une cible, les roquettes déjà lancés continueront à chercher leur cible)
- Lon (un canon semblable à un fusil de chasse qui inflige des dégâts massifs à courte portée).
- Chaîne (un pistolet Gatling/une arme semblable à un minigun qui à pour une cadence de tir très élevée).
- Mortier (Un plasma à courte portée comme un canon qui ne peut pas viser directement horizontalement ou verticalement agissent comme une artillerie)

Presque toutes les armes ont plusieurs variantes de rareté, chacune ayant des statistiques différentes, telles que nécessitant plus d’énergie d’arme, augmentation des dégâts, augmentation du ROF, etc.
Il existe également des modules (Bouclier de disque, Blink, Énergie d’arme, Impulsion électromagnétique, Windowmaker et Modules Ghost) qui ont certaines capacités telles que le déploiement d’un grand bouclier impénétrable temporaire, parcourant certaines distances en moins d’une seconde, étourdissant de tous les ennemis dans un rayon., etc.

### Social
Les joueurs peuvent être amis avec d’autres joueurs ou ajouter jusqu’à 4 autres joueurs à leur peloton (qu’ils aient une prime ou non) afin de jouer ensemble dans la même équipe et dans le même match. Les joueurs peuvent également rejoindre des clans, un groupe de joueurs avec un maximum de 50 joueurs, dans lequel ceux-ci peuvent gagner en coopération des SXP (Season Experience) attribués à la fin d’un match qui sera ensuite converti en Robits à la fin de la saison du clan. Les Robits accumulés à partir du TXP (Expérience Totale) du clan seront répartis également entre les membres du clan, bien que ceux qui n’y contribuent d’aucune manière et ne recevront aucun montant de Robits complémentaire.

## Développement
Robocraft utilise le moteur Unity et Yahoo Games Network.[réf. nécessaire]

### 2014
Une mise à jour de novembre 2014 a ajouté le logiciel EasyAntiCheat (EAC) au client du jeu, afin de contrer diverses tricheries telles que le faite que le temps de rechargement soit nul. Freejam a déclaré que l’équipe EAC se concentrera sur la lutte contre la tricherie, ce qui leur permettra de se concentrer sur de nouvelles fonctionnalités. Une mise à jour majeure du jeu a été publiée le 9 décembre 2014, ajoutant Tank Tracks et Tesla Blades, une arme de mêlée unique, ainsi que plusieurs nouvelles possibilités.

### 2015
Le 18 février 2015, la mise à jour « Dawn of the Megabots » a été publiée. Cela comprend un large éventail de mises à jour, y compris de nouveaux systèmes de Robot les « Megaboss » et le mode de jeu « Challenge Mode », et des pales de rotor ont été introduits pour permettre aux joueurs de construire de nouveaux robots de classe Copter de style hélicoptère. Ceux-ci ont tous été introduits avec de nombreuses nouvelles mises à jour.
Le 30 avril 2015, « Respawned and Overclocked » était une autre mise à jour importante qui a complètement changé le gameplay de base. La construction du robot est restée inchangée, mais les batailles ont reçu de nouveaux mécanismes, tels que des cristaux de protonium qui doivent être détruits au lieu de l’ancien objectif de capturer la base ennemie. Les boucliers de fusion, les SCU, les tours de fusion et l’overclocking ont également été ajoutés, ainsi que d’autres changements tels que le rééquilibrage de l’armure et de la guérison[réf. nécessaire].
Le 24 juin 2015, la mise à jour controversée « Team Orders » a été publiée. La plupart des restrictions trouvées dans cette mise à jour ont ensuite été supprimées dans "Robocraft: Unleashed » en raison d'une réaction de la communauté des joueurs. Un nouveau système de ping a été ajouté qui permettait aux joueurs d’envoyer des messages à leurs coéquipiers sur la carte, notamment : « On My Way », « Danger » et « Go here ». L’écran actuel de vote de reddition, de pénalité de départ et de statistiques de combat a été implémenté pour la première fois dans cette mise à jour. Cette mise à jour a également réduit le nombre de tours en mode Battle Arena de 4 à 3, pour donner à une équipe un avantage constant.
Le 28 juillet 2015, « Robocraft: Unleashed »  a été publiée. Cette mise à jour a supprimé diverses restrictions de construction et de combat implémentées dans la mise à jour «Team Orders».
Le 27 août 2015, «Legends of the Pit» a été publiée. Cette mise à jour a introduit le mode de jeu tant attendu "The Pit" actuellement disponible uniquement dans les jeux personnalisés.
Le 24 septembre 2015, la mise à jour Share, Drive, Fight est devenue disponible pour tous les joueurs. Cette mise à jour comprenait la Community Robot Factory, un endroit pour acheter, louer et vendre des robots conçus par les autres joueurs. Un mode solo a également été introduit avec des combattants ennemis IA (intéligence artificiel).
Le 17 décembre 2015, la mise à jour Full Spectrum Combat a été publiée. C’était la première mise à jour à implémenter The Vision proposée par FreeJam sur leurs forums. Cette mise à jour comprenait une mise à jour du moteur de jeu Unity 5 auparavant Unity 4, la possibilité de peindre des cubes et de la réduction de tous les cubes d’armure en un seul type (remplaçant le système de niveaux d’origine). Cependant, une variété de nouvelles formes de cubes d’armure ont été introduites. De plus, jusqu’à 25 emplacements de garage sont désormais gratuits pour tous les joueurs. La suppression du siège du pilote a été vivement débattue sur les forums, une caractéristique de conception notable depuis les débuts de Robocraft. Le Megaseat a également été converti en Mega Module, et il est désactivé pour toujours, bien que les joueurs qui avaient un inventaire existant aient une chance de le garder.

### 2016
Le 3 mars 2016, « Maximum Loadout » a été publié après avoir été retardé d’une semaine en raison de tests de bogues. La mise à jour a introduit la possibilité d’utiliser plusieurs types d’armes sur un seul robot. De plus, le pFLOP maximal a été augmenté à 1750. Le faite de tirer avec des armes épuise la puissance d’un robot, qui se régénère ensuite avec le temps, bien qu’il soit possible d’obtenir un module d’énergie d’arme qui réduit ce processus de 10 secondes à 8. En plus de cela, deux nouveaux modules ont été ajoutés au jeu. Le module DSM ou Disc Shield déploie un bouclier fixe, qui ne peut être déclenché que par l’équipe du joueur qui l’a déployé et qui a un long temps de recharge. En plus de cela, le BLM, ou Blink Module permettra aux robots d’avancer sur une distance relativement longue, au détriment d’une consommation d’énergie massive avec un temps de recharge court.
Le 13 avril 2016, la mise à jour « Ghosts in the Machine » a ajouté l’Ion Distorter, un fusil de chasse futuriste, et le module Ghost qui permet l’invisibilité au détriment de la Power meter.
Le 28 avril 2016, une mise à jour nommée « Epic Loot » a changé de devise et s’est débarrassée de l’arbre technologique, permettant aux joueurs d’acheter des pièces sans avoir besoin de monter de niveau. Galaxy Cash a également été supprimé. La devise RP a été changée en « Robits ». Cette mise à jour a également supprimé les dépôts de cubes et introduit les caisses comme l’une des deux seules sources de pièces dans le jeu, le seul autre moyen de recycler des armes ou d’autres objets en « Robits » et de forger de nouvelles armes ou objets dans la « forge de cube ».
Le 1er juin 2016, « Battle for Earth » a été publié, ajoutant une nouvelle carte basée à Birmingham, sur Terre. Cette carte est basée sur une centrale électrique, qui était « neuve et de haute technologie, mais ancienne et abandonnée », avec une tour de refroidissement en ruine au centre. Cette carte était exclusive à un nouveau mode appelé « Team deathmatch », qui a remplacé l’ancien Team Deathmatch, renommé en « Elimination ».
Le 26 juin 2016, « Aeroflak sentinel & power update » a été publié, ajoutant une version plus petite de l’aeroflak, à savoir le « Aeroflak Sentinel » et des modifications ont été apportées à la consommation d’énergie.
Le 14 juillet 2016, "Enter the shredzone update" a été publié, ajoutant un nouveau mini-pistolet nommé "Chain Shredder" et un nouveau module appelé "EMP Module" qui désactive les robots ennemis dans un certain rayon après son activation pendant un certain temps. L'effet dure 3 secondes. Des tiges diagonales, un nouveau mode de jeu appelé "AI Bots Death match" et un tutoriel ont également été ajoutés dans cette mise à jour.
Le 4 août 2016, « Strut Your Stuff » est sorti, ajoutant des Struts, des aérodromes mieux protégés et une fonction de centre de gravité.

### 2017
Le 4 mai 2017, « La mise à jour de Windowmaker » a été publiée, supprimant tous les accessoires radar, déplacé tous les boucliers dans la catégorie « spéciale » et ajoutée un nouveau module appelé « Module de création de fenêtres », permettant aux joueurs de détecter tous les ennemis durant 7,5 secondes au prix d’un peu d’énergie, actuellement le module le moins cher de tous les temps. Et une version rétrécie du Chain Shredder, le « Chain splitter », qui est moins chère que sa variante plus grande, et aussi plus légère. Le 24 août 2017, le jeu est entré en version complète avec la version 1.0. Cette mise à jour a supprimé les armes Carbon 6, tous les cosmétiques et certains blocs de construction de la forge. Les cosmétiques ne peuvent être gagnés qu’en les recevant dans des caisses. Les personnes qui faisaient partie de la version bêta ont obtenu des sièges Pilote en guise de « récompense de remerciement ». En fonction de l’année où un joueur a rejoint jusqu’à 1,0, il a obtenu un nombre défini de sièges Pilote et de caisses Protonium.
Le 19 septembre 2017, la mise à jour «Gyro Mortar» a été publiée.
Le 19 novembre, la mise à jour « Body Builder » a été publiée.

### 2019
Le 12 février, une mise à jour ajoute le calcul F = MA au jeu pour rendre la construction plus importante où les constructions plus petites et légères tournent rapidement et accélèrent rapidement, mais plus difficile à contrôler, mais les constructions plus grandes et lourdes tourneront et accéléreront plus lentement, mais sont plus faciles à contrôler qui à son tour peut faire tourner un robot plus vite que ses armes ou que le robot tourne plus lentement que les armes. Cela a été introduit avec un système de progression où les joueurs peuvent utiliser leurs Robits pour acheter de nouvelles baies ou améliorer les baies existantes pour contenir de plus gros robots. Lorsqu’une nouvelle baie est utilisée, elle aura 750 CPU au départ pour laisser de la place à un petit robot, mais peut être mise à niveau pour contenir un mégabot (10,000 CPU).
Le 7 mars, une mise à jour a été lancée qui a introduit des armes améliorables qui, lorsqu’elles sont utilisées au combat, gagneront de l’Exp ou du « Pouvoir » par elles-mêmes. Si la barre de « puissance » de l’arme est pleine, elle peut être améliorée pour infliger plus de dégâts jusqu’à 5 améliorations. Parallèlement à cette mise à jour, tous les modes de jeu multijoueurs sont classés et un tableau de classement a été introduit pour encourager les joueurs à bien jouer. Parallèlement à cela, la charge maximale a été réduite de 5 à 3 emplacements.
Le 18 juin, Mark Simmons a annoncé que le développement du jeu s'était arrêté. Désormais, seuls les bugs majeurs seront corrigés et le jeu continuera à fonctionner tant qu'il y aura des joueurs. Le développement de Freejams a été déplacé vers "Gamecraft", une suite de Robocraft,.
Robocraft est un jeu gratuit où les joueurs peuvent arriver à la fin du jeu « sans même payer un centime ». FreeJam fonctionne sur un modèle "Pay to Progress Faster" où des abonnements "Premium" peuvent être achetés, ce qui double le taux de XP gagné. Les développeurs s’associent souvent avec certains organismes de bienfaisance ou entreprises pour publier des «Bundles», qui sont souvent accompagnées de cosmétiques et du logo de l’entreprise promue sur un «holo-flag». Ces offres offrent souvent une remise importante par rapport à ce qu’il en coûterait normalement pour acheter les articles. L’ajout de cubes de peinture a été controversé, car les couleurs disponibles pour les joueurs gratuits sont limitées tandis que les autres couleurs, auparavant disponibles gratuitement en tant que cubes d’armure à plusieurs niveaux, sont désormais exclusives aux joueurs Premium, mais de nouvelles couleurs ont été promises pour les futures mises à jour. Tous les joueurs premium reçoivent 3 fois le taux de recyclage des pièces. Robocraft utilise également des récompenses de saison auxquelles plus quelqu’un joue, un joueur gagnera des récompenses où les joueurs obtiennent 2 lignes, les deux lignes ont une barre pour afficher leur progression qui se remplit en combattant si la barre se remplit complètement.

## Suite
La suite du jeu, Robocraft 2, est sortie en pré-alpha en novembre 2022. Les serveurs de Robocraft & Robocraft 2 ont été clôturés le 20 janvier 2025 à la suite d'une annonce de Freejam sur la page STEAM de Robocraft ce même jour.